# Ладакская пищуха
Ладакская пищуха (лат. Ochotona ladacensis) — вид пищух.

## Описание
Длина тела составляет от 18 до 22,9 см, масса — от 190 до 288 г. Задние ноги длиной от 34 до 40 мм, уши длиной от 24 до 33 мм . Шерсть на спине летом от песочного до желтовато-коричневого цвета, на голове имеются коричневые, бледно-коричневые или красно-коричневые пятна. Внешняя сторона ушей от светло-коричневого до оранжево-коричневого цвета, брюшная сторона от серого до белёсо-жёлтого цвета. Зимой шерсть охряного окраса. От симпатричного вида черногубой пищухи (Ochotona curzoniae) ладакская пищуха отличается более крупными размерами.

## Распространение
Область распространения вида охватывает территорию Китайской Народной Республики от юго-западного Синьцзяна и западного Цинхая до юго-востока Тибетского автономного района, где вид симпатрично обитает с черногубой пищухой. Ареал охватывает Гилгит-Балтистан и Ладакх, давший виду название .
Ладакская пищуха предпочитает сухие долины и скалистые горные регионы со скудной растительностью на высоте от 4200 до 5400 м над уровнем моря.

## Образ жизни
Естественная среда обитания ладакской пищухи отличается, прежде всего, сильной засушливостью и скудной растительностью. На части территории растительность состоит только из отдельных популяций примул (Primula) или осоки Carex moorcroftii и принадлежащей к песчанкам Arenaria musciformis. Пищуха роет норы на лугах, полянах с галькой или вблизи кустарников и питается преимущественно этими растениями, при этом зимой, вероятно, питается под землёй прежде всего корнями примул.
Об образе жизни известно мало. Это социальные животные, живущие в семейных группах с чётко определёнными территориями и общающиеся друг с другом. При угрозе они убегают в свою нору, издавая очень высокий предостерегающий свист. Самки приносят помёт в период с конца июня до конца июля.

## Систематика
Ладакская пищуха выделена в самостоятельный вид рода Ochotona в составе подрода Conothoa. Некоторые авторы рассматривают её в качестве подвида черногубой пищухи, с которой она симпатрично обитает в частях Тибета. Вид Ochotona koslowi на основе молекулярных данных рассматривается в качестве сестринского таксона.
Монотипический вид, известна только номинативная форма.